# Chlorostilbon ricordii
Chlorostilbon ricordii é uma espécie de ave da família Trochilidae (beija-flores).
Pode ser encontrada nos seguintes países: Bahamas, Cuba.
Os seus habitats naturais são: florestas subtropicais ou tropicais húmidas de baixa altitude, regiões subtropicais ou tropicais húmidas de alta altitude, campos de altitude subtropicais ou tropicais, e florestas secundárias altamente degradadas.